# بيل جونسون (لاعب كرة قدم أمريكية أمريكي)
بيل جونسون (بالإنجليزية: Bill Johnson)‏ هو لاعب كرة قدم أمريكية أمريكي، ولد في 1936 في تينيسي في الولايات المتحدة.